# Файншейд

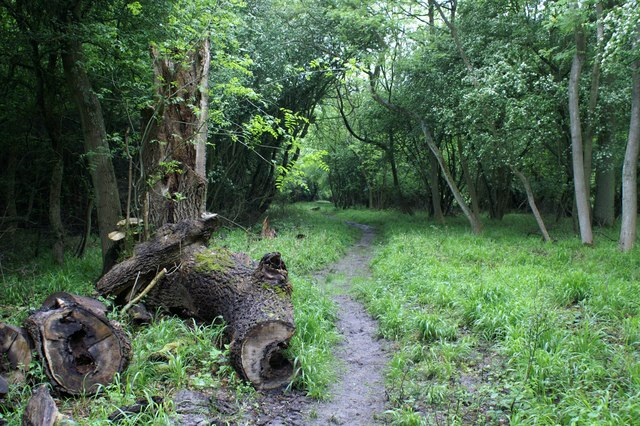
Тропа через лес Jurassic Way

Лес Фа́йншейд (англ. Fineshade Wood) — большая лесистая местность в графстве Нортгемптоншир в английском регионе Восточный Мидленд. Лес охраняется Комиссией по лесному хозяйству Великобритании и является частью бывших королевских охотничьих угодий Рокингемский лес. Файншейд хорошо известен обитающим в нём красным коршуном. Лес находится рядом с дорогой A43, пролегающей из Стэмфорда в Корби. Имеется стоянка для автоприцепов, которая открыта круглый год.